# Дама с камелиями (фильм, 1981)
«Дама с камелиями» — фильм итальянского режиссёра Мауро Болоньини, снятый в 1981 году. Итальянское название фильма — «Подлинная история дамы с камелиями» (итал. La storia vera della signora dalle camelie). Сюжет фильма основан на реальных фактах биографии Альфонсины Дюплесси и истории её отношений с Александром Дюма-сыном.

## Сюжет
Пролог. В парижском театре ставится скандально известная пьеса Александра Дюма-сына «Дама с камелиями». Присутствующий на репетиции драматург вспоминает о том, насколько жизнь настоящей Мари Дюплесси отличалась от жизни вымышленной Маргариты Готье…
…Юная Альфонсина после смерти матери живёт с отцом на ферме во французской провинции. Девушка вынуждена тяжело работать и даже побираться, так как её отец крайне беден, бесхозяйственен, а также испытывает пристрастие к опиуму. Со временем становится понятно, что хрупкая Альфонсина вызывает не только жалость и сочувствие у богатых дам, но и вожделение у мужчин… Отец решает воспользоваться этим и отдает дочь «пожить» в дом к местному богачу… Альфонсина кажется равнодушной к этой ситуации.
В городе про неё ходят слухи и толки, поэтому её появление в церкви на причастии не нравится многим прихожанам и особенно прихожанкам — они считают, что вступившей на путь порока в столь юном возрасте девице не место среди чистых и юных причастниц. Но молодой священник вмешивается в ситуацию, допускает Альфонсину к причастию и потом забирает к себе в дом, чтобы уберечь её от греховной жизни… Но и сам он испытывает искушение при виде этой девушки. Священника находят повесившимся. Альфонсина и её отец вынуждены бежать из города, опасаясь последствий скандального самоубийства.
Они отправляются в путь на речном судне, где Альфонсина знакомится с графом Стакельбергом и его больной туберкулёзом дочерью. Аристократы проникаются сочувствием к Альфонсине, так как видят у неё признаки того же недуга.
Но отец снова продает дочь торговцу леденцами, у которого она живёт в качестве наложницы и работницы, однако вскоре девушка сбегает от него в Париж. Здесь она устраивается работать в швейной мастерской. Платят там очень мало, поэтому многие девушки занимаются проституцией за несколько монет. Одной же из них «очень повезло» — она подрабатывает смотрительницей уборной в театре. Она выделяет Альфонсину из остальных и приглашает её пойти с собой… Оказавшись в театре — Альфонсина видит высшее общество в ложах — богатые молодые люди, титулованные дамы и куртизанки... Альфонсина хочет быть «среди них», а не среди работниц туалетов или дешевых шлюх, страдающих от венерических заболеваний… В скором времени на неё начинают обращать внимание богатые мужчины. Её первым содержателем становится молодой, но уже пресыщенный граф де Гиш. На его деньги Альфонсина начинает учиться читать и играть на фортепиано, светским манерам, истории и литературе... Вскоре она становится известна как роскошная куртизанка. Она меняет своё имя на более аристократичное — Мари Дюплесси.
Девушка вновь встречается с уже потерявшим дочь графом Стакельбергом, который берёт её под покровительство — она напоминает ему его умершую девочку. Впрочем, Альфонсина продолжает встречаться за деньги с мужчинами. Ей увлекается миллионер граф Перрего, который отвозит девушку в Англию и там женится на ней. Но потом он начинает просить о свободе. Альфонсина соглашается при условии сохранения за ней титула, так как это резко поднимает её цену как куртизанки.
В её жизни вновь появляется папаша Плесси, который остаётся жить при ней на правах «доверенного лица», по сути — управляющего и сутенёра. Альфонсина много зарабатывает своим ремеслом, но настоящую любовь она встречает в лице молодого Александра Дюма, сына великого писателя. Дюма-отец более чем снисходительно относится к увлечению своего отпрыска, тогда как папаша Плесси раздражён тем, что дочь начинает больше и больше времени проводить с мужчиной, у которого нет денег. Пройдоха оскорбляет молодого человека, и Александр покидает дом Альфонсины. Тогда девушка при помощи своей подруги Клеманс устраивает им встречу. Чувства молодых людей вновь ярко вспыхивают, они уединяются в деревне и проводят вместе несколько идиллических недель, однако реальность разрушает воздушные замки… Граф Стакельберг разоряется, а у Альфонсины происходит резкое ухудшение самочувствия. Граф Перрего пытается возобновить отношения со своей женой, но она отталкивает его, считая, что для смерти ей никто не нужен…Альфонсина умирает...
В эпилоге мы видим премьеру спектакля "Дама с камелиями". Публика в восторге. Дюма-отец горд успехом сына, однако неожиданно появляется папаша Плесси. Он начинает рассказывать о последних днях дочери и выпрашивает деньги у драматурга, пытаясь заработать на уже умершей дочери…

## В ролях
| Актёр               | Роль                           |
| ------------------- | ------------------------------ |
| Изабель Юппер       | Альфонсина Плесси              |
| Джан Мария Волонте  | отец Альфонсины                |
| Фернандо Рей        | граф Стакельберг               |
| Бруно Ганц          | граф Перрего                   |
| Фабрицио Бентивольо | Александр Дюма-сын             |
| Марио Марандзана    | Александр Дюма-отец            |
| Карла Фраччи        | "Маргарита Готье" в постановке |
| Давид Джалиль       | Максанс                        |
| Фабио Траверса      | священник                      |
| Клио Голдсмит       | Клеманс                        |

## Роли озвучивали
Советский дубляж:
- Анна Каменкова — Альфонсина Плесси (роль Изабель Юппер)
- Владислав Ковальков — отец Альфонсины (роль Джана Марии Волонте)
- Сергей Малишевский — Александр Дюма-сын (роль Фабрицио Бентивольо)
- Владимир Балашов — граф Стакельберг (роль Фернандо Рея)
- Режиссёр дубляжа: Георгий Калитиевский

## Съёмочная группа
- Режиссёр: Мауро Болоньини
- Продюсер: Маноло Болоньини, Маргарет Менегос
- Сценаристы: Жан Оранш, Владимир Познер, Энрико Медиоли (адаптация)
- Оператор: Эннио Гуарньери
- Композитор: Эннио Морриконе
- Художники: Марио Гарбулья (художник-постановщик), Пьеро Този (художник по костюмам)
- Монтажёр: Нино Баральи

## Премьеры
- — 26 февраля 1981 года состоялась мировая премьера фильма в Риме[1].
- — 11 марта 1981 года — премьера фильма в Париже, Франция[1].
- — американская премьера фильма состоялась 24 марта 1981 года в Нью-Йорке[1].
- — в советском кинопрокате с апреля 1983 года под названием «Подлинная история дамы с камелиями»[2].

## Награды
- Премия Давид ди Донателло 1981 год
  - лучшая сценография
  - лучший дизайн костюмов (Пьеро Този)
  - номинация в категории «лучшая музыка» (Эннио Морриконе)
- Серебряная лента (приз Итальянского национального синдиката киножурналистов)
  - лучший дебют актрисы (Карла Фраччи)
  - лучшая сценография
  - лучший дизайн костюмов (Пьеро Този)